# Oswald Carver
Oswald Armitrage Guy Carver (Marple, 2 de febrero de 1887-Galípoli, Turquía, 7 de junio de 1915) fue un remero británico que compitió a comienzos de los siglo XX. Murió por culpa de las heridas durante la Primera Guerra Mundial.

## Biografía
Nacido en Marple, fue hijo de un comerciante de artículos de algodón. Estudió en la Charterhouse School y en el Trinity College de la Universidad de Cambridge. En los Juegos Olímpicos de Londres 1908 ganó la medalla de bronce en la prueba de ocho con timonel del programa de remo.
Carver dirigió la empresa algodonera familiar que tenían en Marple y fue muy activo en el movimiento scout, que introdujo en Marple. Durante la Primera Guerra Mundial sirvió en la 1.ª y 2.ª Compañía de East Lancashire del cuerpo de Royal Engineers. En mayo de 1915 se dirigió a Galípoli para tomar parte en la batalla de Galípoli, donde fue herido en la espalda el 4 de junio durante la tercera batalla de Krithia. Evacuado al hospital, murió tres días más tarde.

## Palmarés internacional
| Juegos Olímpicos | Juegos Olímpicos      | Juegos Olímpicos  | Juegos Olímpicos |
| Año              | Lugar                 | Medalla           | Prueba           |
| ---------------- | --------------------- | ----------------- | ---------------- |
| 1908             | Londres (Reino Unido) | Medalla de bronce | Ocho con timonel |